# Jamena
Jamena (srp. Јамена) je selo u zapadnom Srijemu u Vojvodini. Nalazi se na tromeđi BiH, Hrvatske i Srbije. 
Pripada općini Šid. Rijekom Savom odijeljena je od BiH, a cestovni putevi vode prema Račinovcima i Strošincima u Hrvatskoj, te prema selu Morović Vojvodini.

## Povijest
Selo postoji još od rimskog doba, a tijekom povijesti više puta je uništeno i obnavljano. 1943. godine, za vrijeme Drugog svjetskog rata čitavo selo su spalili ustaše i pritom ubili 2500 ljudi.
Kod poslijeratnog crtanja granice između SR Hrvarske i AP Vojvodine, pripadnost sela Jamena rješavano je godinama nakon povlačenja granice između Hrvatske i Srbije od strane Đilasove komisije i dodjele Iloka Hrvatskoj. Premda su zahtjevi NO-a za priključenje drugoj republici pretežno opravdavani drugim vrstama argumenata, bilo je jasno da iza njih stoje nacionalni obziri. Tako je i formulirano u dopisu Okružnog NO-a Slavonski Brod poslanom Predsjedništvu Vlade NRH 20. studenog 1946.: »Napominje se, da je selo Jamena uvijek prije bilo u sklopu sreza Šidskog, a geografske i saobraćajne prilike, a pomalo i nacionalne, jer je to mjesto naseljeno velikom većinom Srba, upravo imperativno diktiraju da se želji naroda izadje u susret«.:str. 282.
Prema popisu stanovništva iz 2002. godine, Jamena ima 1.121 stanovnika, od čega većinu čine Srbi.